# Коул, Джулиан Дэвид
Джулиан Дэвид Коул (англ. Julian David Cole, 2 апреля 1925, Бруклин, Нью-Йорк — 17 апреля 1999 или 17 сентября 1999, Олбани) — американский учёный-математик.
Известен своей новаторской работой в математических приложениях к аэродинамике и трансзвуковому режиму течения, а также в теории нелинейных дифференциальных уравнений в целом. Он подготовил 36 докторантов и получил множество научных наград за свою карьеру, включая одновременное избрание в Национальную академию наук и Национальную инженерную академию США в 1976 году.

## Биография
Степень бакалавра получил в Корнеллском университете, после чего поступил в аспирантуру в Калифорнийский технологический институт. Работал с Хансом Липманом и Пако Лагерстремом, последний был его научным консультантом. Диссертацию о трансзвуковых течениях представил в 1949 году.
Лагерстрем и Коул продолжили свою работу, сформировав небольшую исследовательскую группу в GALCIT — Авиационной лаборатории Гуггенхайма при Калифорнийском технологическом институте, чтобы лучше понять математику потока жидкости. Эти двое вместе с Леоном Триллингом обнаружили, что потоки, имеющие слабые возмущения, можно описать уравнением Бюргерса, для которого Коул позже нашёл хитроумное преобразование его решения (преобразование Хопфа-Коула). Коул продолжал углубляться в эту тему в течение следующего десятилетия.
В 1963—1964 годах Коул взял академический отпуск в Гарварде и написал свою знаменитую книгу: «Методы возмущений в прикладной математике».
Лауреат премии Теодора фон Кармана (1984)
Научную биографию Джулиана Коула и список его работ и докторантов можно найти в книге «Математика для решения проблем» (Society for Industrial and Applied Mathematics, 1996), которая была опубликована по случаю его семидесятилетия.